# Le Triadou
Le Triadou (okzitanisch: Lo Triador) ist eine französische Gemeinde mit 692 Einwohnern (Stand: 1. Januar 2022) im Département Hérault in der Region Okzitanien (vor 2016: Languedoc-Roussillon). Sie gehört zum Arrondissement Lodève sowie zum Kanton Saint-Gély-du-Fesc.

## Geographie
Die Gemeinde Le Triadou liegt am Lirou in den südlichsten Ausläufern der Cevennen, etwa 14 Kilometer nördlich von Montpellier. Umgeben wird Le Triadou von den Nachbargemeinden Saint-Jean-de-Cuculles im Nordwesten und Norden, Saint-Mathieu-de-Tréviers im Norden und Osten, Assas im Osten und Südosten, Prades-le-Lez im Süden sowie Les Matelles im Westen.

## Weblinks

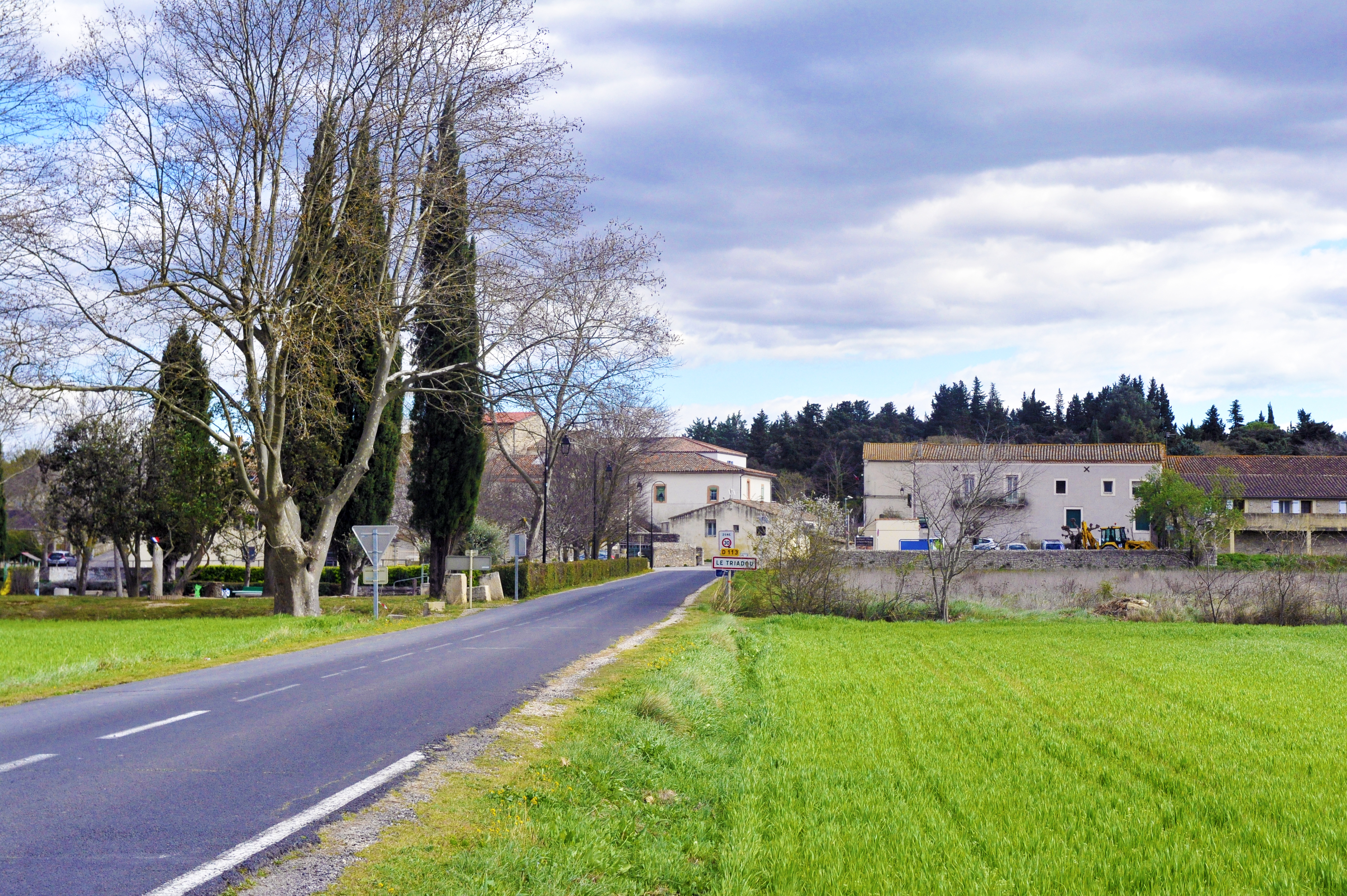
Nordöstlicher Ortseingang

## Bevölkerungsentwicklung
| Jahr                       | 1962 | 1968 | 1975 | 1982 | 1990 | 1999 | 2010 | 2020 |
| Einwohner                  | 85   | 93   | 125  | 143  | 262  | 328  | 403  | 633  |
| Quellen: Cassini und INSEE |      |      |      |      |      |      |      |      |

## Sehenswürdigkeiten
- Kirche Saint-Sébastien